# Juan José Arbolí y Acaso
Juan José Arbolí y Acaso. Sacerdote andaluz nacido en Cádiz, el 29 de octubre de 1795 y fallecido el 1 de febrero de 1863.
Obispo de Guadix y de Cádiz. Ensayista y catedrático de Filosofía en el colegio de San Felipe Neri y luego director del instituto provincial creado en Cádiz. Obras principales: Tratado de Filosofía, Gramática general y Exposición a su Majestad la Reina sobre circulares del Gobierno referentes a la censura eclesiástica y a la predicación.
| Predecesor: Antonio Lao y Cuevas    | Obispo de Guadix 1852 - 1853 | Sucesor: Mariano Martínez Robledo    |
| Predecesor: Domingo de Silos Moreno | Obispo de Cádiz 1853 – 1863  | Sucesor: Félix María Arrieta y Llano |